# Tvillingerne (stjernetegn)
 For alternative betydninger, se Tvilling (flertydig). (Se også artikler, som begynder med Tvilling)
Tvillingerne (Gemini) er det tredje stjernetegn i dyrekredsen.Tegnet ligger mellem  Tyren og  Krebsen. Solen bevæger sig siderisk igennem Tvillingerne fra midten af juni til midten af juli ulig perioden for stjernetegnet.

## Astronomisk
Tegnet er fuldt synligt fra 90°N til 55°S.
Castor, en bemærkelsesværdig flerdobbelt stjerne, og Pollux er de to klareste stjerner i stjernebilledet Tvillingerne. Derudover findes her stjernehoben M35 og Klovneansigtet, den planetariske stjernetåge NGC 2392.

## Mytologisk
- Græsk: Tvillingerne Castor og Pollux, tvillinge helte som bl.a. sejlede med Argonauterne ud efter det gyldne skind.

## Astrologisk
- Periode: 21. maj til 21. juni.
- Planethersker: Merkur
- Element: Luft
- Type: Mutable
- Legemsdel: Fingre og arme

## Datalogi
Tegnet for Tvillingerne ♊ findes i tegnsættet unicode som U+264A "Gemini"